# NGC 7412A
NGC 7412A est une galaxie spirale barrée de type magellanique vue par la tranche et située dans la constellation de la Grue. Sa vitesse par rapport au fond diffus cosmologique est de 691 ± 17 km/s, ce qui correspond à une distance de Hubble de 10,2 ± 0,8 Mpc (∼33,3 millions d'al).
La classe de luminosité de NGC 7412A est IV-V et elle présente une large raie HI. Selon la base de données Simbad, NGC 7412A est une candidate au titre de galaxie à noyau actif.
À ce jour, sept mesures non basées sur le décalage vers le rouge (redshift) donnent une distance de 9,744 ± 3,257 Mpc (∼31,8 millions d'al), ce qui est à l'intérieur des valeurs de la distance de Hubble.

## Groupe de NGC 7424
NGC 7412A est membre du groupe de NGC 7424. Selon le site « Un Atlas de l'Univers » de Richard Powell, ce groupe de galaxies comprend au moins 4 galaxies du catalogue NGC, soit NGC 7412A, NGC 7424, NGC 7456 et NGC 7462.